# Cathedral Church of Saint Michael and All Angels

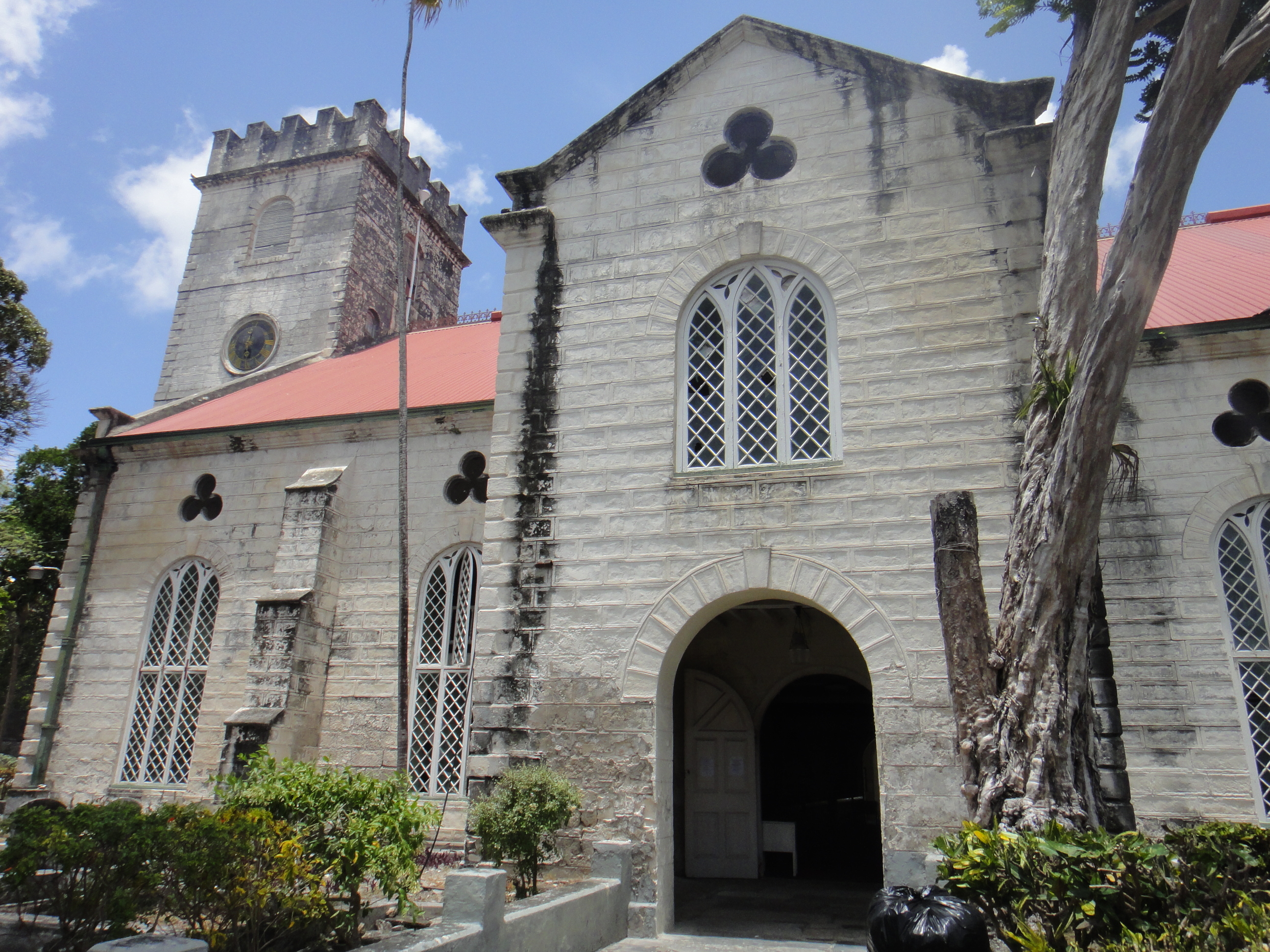
Cathedral Church of Saint Michael and All Angels

Die Cathedral Church of Saint Michael and All Angels (früher St. Michael’s Parish Church) ist eine anglikanische Kirche am St. Michael’s Row, zwei Blocks östlich vom National Heroes Square, im Zentrum von Bridgetown, Barbados. Die Kirche ist die höchste der anglikanischen Gotteshäuser in Barbados.

## Geschichte

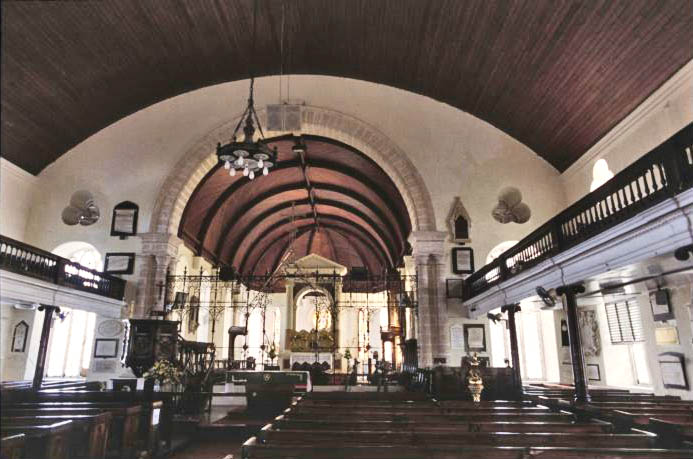
Interieur der Kirche

1665 geweiht und 1789 wieder aufgebaut, wurde sie 1825 – mit der Ernennung von Bischof William Coleridge zum Leiter der neu gegründeten Diözese von Barbados und der Leeward-Inseln – zum Dom geweiht.
Die erste Pfarrkirche, die gebaut wurde, war die Pfarrkirche St. Michael, die sich dort befand, wo heute die anglikanische Kirche der hl. Maria steht. Die ursprüngliche Pfarrkirche St. Michael war eine kleine Holzkirche, die zwischen 1660 und 1665 erbaut wurde. 1780 wurde sie durch einen Hurrikan zerstört und neun Jahre später wieder aufgebaut. Die Kirche wurde später im großen Hurrikan von 1831 beschädigt, aber nicht zerstört.
Die St.-Michael-Kathedrale ist aus Korallenstein gebaut. Im Inneren der Kirche befindet sich ein Marmortaufbecken aus dem 17. Jahrhundert. Die Kapelle des Allerheiligsten Sakramentes wurde 1938 hinzugefügt und verfügt über ein Dach aus Wallaba-Kernschindeln und ein Canterbury-Kreuz an der Nordwand.
Im Mai 1980, zur Erinnerung an den 300. Jahrestag des Taufbeckens, schrieb der Organist und Chorleiter der Kathedrale, Dr. John George Fletcher, die Hymne Nipson Anom.mata (Wasche meine Sünden). Der Text ist eine griechische palindromische Inschrift (Νίψον ἀνομήματα, μὴνόν ὄψιν), die den äußeren Rand der Schrift umgibt.
Die St.-Michael-Kathedrale wird weiterhin als Ort für regelmäßige Gottesdienste genutzt. Seit Beginn des 21. Jahrhunderts ist eine Restaurierung des Gebäudes geplant.

## Friedhof
Auf dem Friedhof der Kirche fanden zwei herausragende Persönlichkeiten von Barbados ihre letzte Ruhestätte: Sir Grantley Herbert Adams, der erste Ministerpräsident von Barbados und der erste und einzige Premierminister der Westindischen Föderation, und sein Sohn Tom Adams, der zweite Premierminister der Insel. Dort befindet sich auch das Grab von William Brandford Griffith, dem ehemaligen Gouverneur der Goldküste.